# Плевна (Бузау)
Плевна (рум. Plevna) насеље је у Румунији у округу Бузау у општини Греабану. Oпштина се налази на надморској висини од 182 m.

## Становништво
Према подацима из 2002. године у насељу је живело 1406 становника, од којих су сви румунске националности.